# Harkat-ul-Jihad-al-Islami
Le Harkat-ul-Jihad-al-Islami (arabe : حركة الجهاد الإسلامي, Ḥarkat al-Jihād al-Islāmi, HuJI, Mouvement du Jihad islamique), est un groupe armé islamiste pakistanais ayant des ramifications au Bangladesh. Créé en 1988 par le Jamait-ul Ansar, ses origines remonteraient à l'intervention soviétique en Afghanistan. Vers 1980 en effet, Qari Saifullah Akhtar et deux de ses associés, Irshad Ahmed et Abdus Samad Sial, alors étudiants dans une madrasa de Karachi, au Pakistan, forment le Jamiat Ansarul Afghaneen (JAA, Parti des amis du peuple afghan).
L'organisation est placée sur la liste officielle des organisations terroristes des États-Unis et du Royaume-Uni.
Vers la fin de son engagement aux côtés des rebelles afghans, le JAA change de nom, devenant le HuJI, et se réoriente vers la lutte en faveur des musulmans de l'État indien du Jammu-et-Cachemire. En 1991, il subit la scission d'un groupe de militants pakistanais se regroupant sous le nom d’Harakat-ul-Ansar (plus tard Harakat ul-Mujahidin). Celui-ci débute très vite une série d'attentats dans le Jammu-et-Cachemire.
Sa branche basée au Bangladesh, formée le 30 avril 1992, devient le Harkat-ul-Jihad-al-Islami/Bangladesh (HuJI-B). Les premières années, le HuJI-B se place sous les ordres du « Jihad au Bangladesh », mouvement conduit par Fazlur Rahman, l'un des signataires, le 23 février 1998, de l'appel à la « guerre sainte » du Front islamique mondial pour la guerre sainte contre les Juifs et les Croisés, créé par Oussama ben Laden.
En octobre 2005, l'organisation est interdite au Bangladesh.